# خورخه والین
خورخه والین (انگلیسی: Jorge Valín؛ زادهٔ ۷ ژانویهٔ ۲۰۰۰) بازیکن فوتبال اهل اسپانیا است.